# Centro Nacional de Alto Rendimiento Deportivo

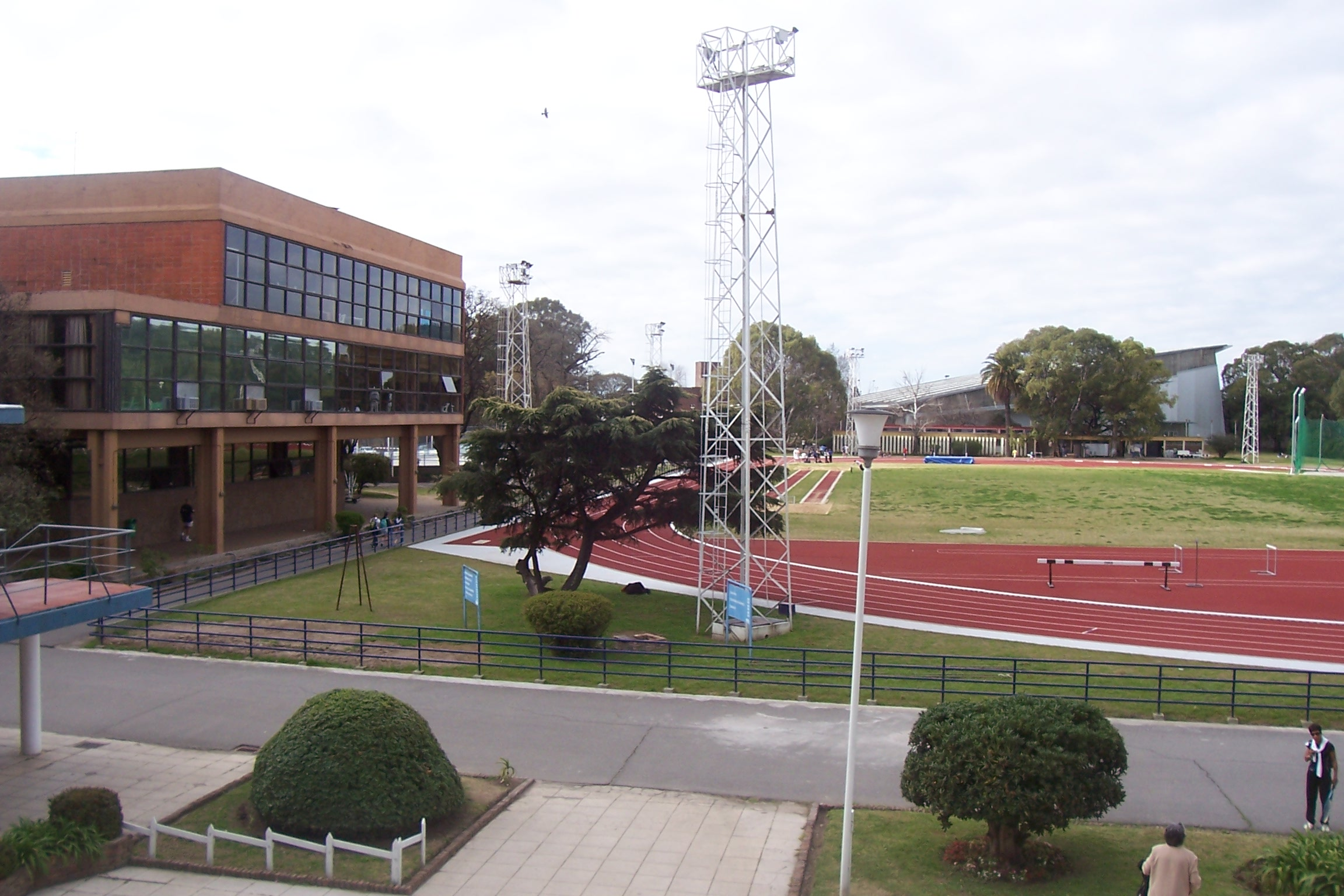
Pista de atletismo y edificio principal del CENARD.

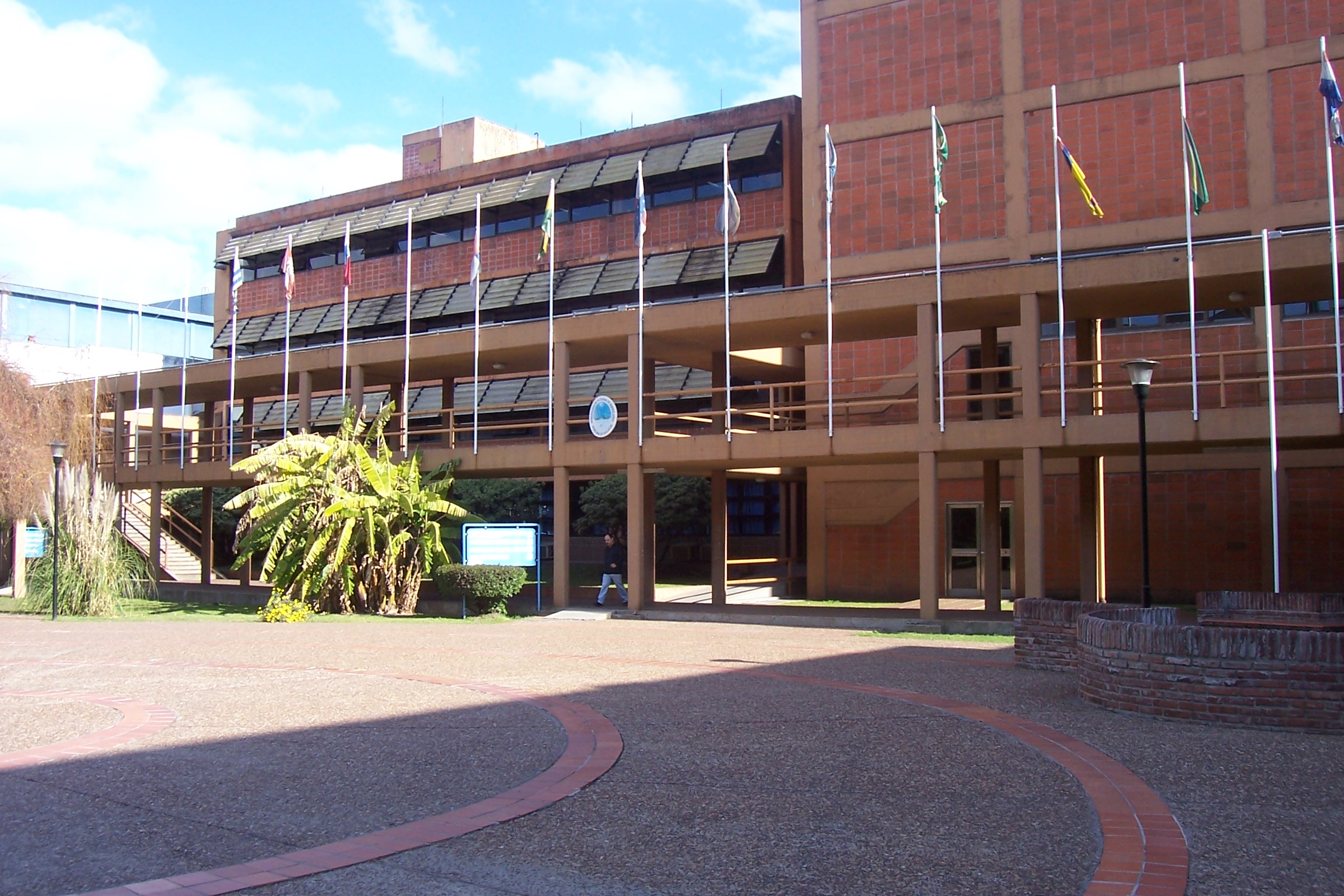
Imagen del CENARD durante los Juegos Sudamericanos.

El Centro Nacional de Alto Rendimiento Deportivo (CeNARD) es un conjunto de instalaciones deportivas de Buenos Aires, Argentina, en el que se realizan los entrenamientos de la mayoría de los deportistas de alto rendimiento de ese país. Hasta el año 1991 tuvo el nombre de Centro Deportivo Nacional (CeDENA).

## Infraestructura
El CENARD pertenece a la Secretaría de Deporte de la Nación, cuya sede está situada dentro del mismo edificio. 
El predio ocupa 115.000 m². Está constituido por varias instalaciones al aire libre y otras cubiertas, entre las que destacan un complejo de canchas de tenis, pistas de atletismo, un campo de fútbol, una pileta olímpica cubierta, un espacio para patinar, una cancha de hockey de césped sintético, una cancha de hockey sobre patines dentro del patinadero descrito, palestra de escalamiento, varios gimnasios equipados para básquetbol, voleibol, balonmano, bádminton y gimnasia artística. Posee un complejo de gimnasia deportiva y un polideportivo con capacidad para 2.000 personas; gimnasio de musculación con aparatos, pesas, de boxeo, estadio deportivo y varias tribunas. Además, dispone de comedor, bar, cine y salas de estar. 
Desde 1992 cuenta con un laboratorio de control antidoping. Tiene Asistencia Médica Preventiva con clínica médica, guardia media, radiología, traumatología, nutrición, fisiología, radiología, odontología, psicología deportiva y odontología.
Los servicios descentralizados son: limpieza, mantenimiento de centros de parques, vigilancia, riesgo ambiental y natatorio, mantenimiento eléctrico y termo mecánico, fotocopiado, servicios contra incendios, provisión de agua en todo el predio y laboratorio de fisiología y laboratorio de biomecánica.

## Actividades
El centro posee diversas instalaciones deportivas, siendo usado por deportistas de alto rendimiento que realizan allí sus entrenamientos. Además, es el lugar de entrenamiento de diversos futbolistas profesionales de la selección argentina. 
En 2006 fue sede de los VIII Juegos Sudamericanos.
En 2003 y en 2013 fue sede de los Juegos Nacionales Evita.
En 2013 fue la sede de los Juegos Juveniles Parapanamericanos con atletas con discapacidades físicas de toda América.
En 2018 fue sede de los Juegos Olímpicos de la Juventud Buenos Aires 2018.

## Historia
El CENARD fue construido en la década de 1950, cuando el deporte comenzó a ser valorado por el estado peronista de aquel entonces como un derecho popular. En ese momento, el predio era ocupado por el Club de Correos y Telecomunicaciones y de Arquitectura. El 26 de agosto de 1953, por decreto 15.859 del Poder Ejecutivo, el predio fue cedido al Ministerio de Educación y Justicia como Centro N.º 1 de la Dirección Nacional de Educación Física para ser utilizado por Acción Social y Deportiva. Otro decreto del presidente Juan Domingo Perón, lo destinó a la UES.
En aquella misma década se construyó el edificio central, el departamento que habitaba el general Perón en sus visitas al lugar; y el cine teatro con capacidad para 1.500 personas. En 1954 se inauguró el gran gimnasio Carl Diem. En febrero de 1954 ya estaba la UES instalada en el predio, con nuevas instalaciones, programando actividades deportivas, de esparcimiento y sociales para los estudiantes de enseñanza secundaria de Buenos Aires y del Gran Buenos Aires. La idea del gobierno era la preparación de la juventud con sustento en el Segundo Plan Quinquenal en Argentina.
La Revolución Libertadora cerró el centro. En esa época el predio fue utilizado para la División de Remonta y Veterinaria del Ejército. Las instalaciones fueron abandonadas o destruidas.
En la década de 1960 el gimnasio Carl Diem fue destruido por un incendio. En 1973 Sé licitó la construcción de los gimnasios, mediante un convenio entre organismos estatales de Argentina y de Alemania. En 1976, el predio recibió el nombre de Centro Deportivo Nacional.
En la década de 1980 se construyeron los principales edificios, los gimnasios menores, se reconstruyó el gimnasio Carl Diem y el edificio donde funciona el Instituto de Educación Física Romero Brest.
En la década de 1990 se realizaron trabajos de reparación y reacondicionamiento de algunos sectores para brindar mayor confort a los deportistas que concurren diariamente. El predio recibió su nombre actual mediante una resolución sancionada el 16 de julio de 1991. Se reconstruyó parte del predio el que se encuentra el teatro y se modernizaron las instalaciones. En 1992 se inauguró el laboratorio antidoping, se tapiaron los camarines del teatro y cerraron las salidas anulando el acceso posterior al teatro para usar ese espacio. Quedó ese auditorio que se usa para conferencias y congresos. En 1997 se realizaron obras en el comedor, en la zona de alojamiento de los atletas, en la zona de administración y en la de medicina deportiva. En ese momento se fijó que el horario de atención al público sería de lunes a viernes de 09:00 a 19:00 horas.
En la década del 2000 se volvieron a realizar obras. Se modernizó el Complejo Natatorio Jeannette Campbell, que consta de dos piscinas, una olímpica de 50 m y 10 andariveles y una de clavados. También se llegó a remodelar el polideportivo León Najnudel, que tiene una capacidad para 2.250 espectadores. En 2006 se mejoraron las dos pistas de atletismo, la pista Delfo Cabrera de ocho andariveles y la pista Osvaldo Suárez, de seis andariveles.
En 2012 se fijó que el horario de apertura sería de lunes a lunes de 08:00 a 24:00 horas.
Desde 2018 el Gobierno de la Ciudad de Buenos Aires busca trasladar el CENARD al barrio de Villa Soldati para hacer un negociado inmobiliario con los terrenos. Esto implicaría la demolición de la única palestra de piedra natural de la ciudad, lo que causó protestas por parte de los escaladores. En diciembre de 2024 aún no se había concretado el traslado, pero el gobierno de la Ciudad sigue buscando demoler la palestra.